# Marca (вестник)
Marca (произн. „марка“) е испански ежедневен спортен вестник.
Основан е в 1938 г. в Сан Себастиян като седмичен вестник. От 1942 г. се публикува ежедневно. Редакционната политика на изданието е насочена основно към отразяване на футбола.
Вестникът има около 2 300 000 читатели, което е най-големият брой сред печатните медии в Испания. През 1995 г. в интернет стартира уебсайтът на вестника www.marca.com; към 2008 г. сайтът е най-посещаваният спортен ресурс в Испания с около 3 115 000 потребители на месец. През 2001 г. стартира 24-часовият спортен радиоканал Radiomarca.